# حادثة كسر الضلع
حادثة حرق الدار أو حادثة كسر الضلع هي حادثة ترويها مصادر شيعية متعددة، يذكر فيها بأن الخليفة الثاني عمر بن الخطاب اقتحم بيت علي بن أبي طالب وفاطمة بنت النبي محمد، وأحرق الباب وعصر فاطمة الزهراء خلف الباب مما أدّى إلى كسر ضلعها وإسقاط جنينها المحسن بن علي.
وهي حادثة ينكرها ولا يقبلها أهل السنة والجماعة بينما يذكرها مؤرخان في المصادر السنية، (أنساب الأشراف للبلاذري والعقد الفريد لابن عبد ربه). كما وردت ايضاً في شرح نهج البلاغة لابن أبي الحديد المعتزلي.

## خلفية
ووفقا للمصادر الشيعية، أنه بعد وفاة النبي محمد، حاول الخليفة الأول أبو بكر الصديق وعمر بن الخطاب الحصول على إجماع من المجتمع المدني أنّ أبي بكر الصديق ينبغي أن يصبح الخليفة على الأمة الإسلامية. حيث عندما اهتمّ علي بن أبي طالب بجنازة النبي محمد، حصل أبو بكر الصديق و عمر بن الخطاب على إجماع المجتمع وقد حقّقا إجماعًا جماعيًّا. وبينما يعتقد الشيعة أن علي بن أبي طالب يجب أن يكون الخليفة، بسبب بيان النبي محمد في غدير خم.

## الحادثة عند الشيعة الإمامية
بعد أن أصبح أبو بكر خليفة، أرسل إلى علي بن أبي طالب للمطالبة بالبيعة. في ذلك الوقت، تجمّع علي بن أبي طالب وأنصاره في بيت فاطمة. هناك إصدارات متعددة لما حدث، بدءًا من تهديد عمر بن الخطاب بإحراق المكان إذا رفض عليّ الامتثال بالبيعة، إلى اقتحام بيت فاطمة، حيث أجهضت فاطمة جنينها محسن.
ويضيف ابن أبي الحديد أن الزبير خرج إليهم بسيفه فأمَر عُمر بأخذه، فوثب عليه سلمة بن أسلم فأخذ السيف من يده فضرب به الجدار. ويقول اليعقوبي أنّ الذي خرج بالسّيف هو علي، فلقيه عمر، فصارعه وكسر سيفه، ودخلوا الدار. فخرجت فاطمة وهدّدت بكشف شعرها قائلتًا:«والله لتخرجن أو لأكشفنّ شعري ولأعجنّ إلى الله» فخرجوا وخرج من كان في الدار.
يستشهد محمد بن جرير الطبري وكذلك اليعقوبي في تاریخه أبو بكر على فراش الموت قائلًا إنّه تمنّى أنّه «لم يكشف بيت فاطمة عن شيء وإن كانوا قد غلقوه على الحرب» [وفقًا لِمَن؟].

## رأي الشيعة

### متفقون عليها
أفادت مصادر شيعية إيرانية معاصرة مثل حسين البروجردي وصادق الروحاني وحسين وحيد الخراساني وجعفر مرتضى العاملي أنّ فاطمة قُتلت نتيجة إصابات أصيب بها عندما هوجم بيتها وأحرقه عمر. وتوفيت بين 75 - 95 يومًا بعد وفاة والدها النبي محمد.
وأكّد الباحث الإيراني جعفر الشهيدي حدث البيت المحترق. وفقا للعديد من المؤرخين والعلماء المسلمين، بما في ذلك الطبري من أهل السنة والجماعة وابن شهر آشوب والشيخ الصدوق ومرتضى المطهري من الشيعة، طلبت فاطمة من علي دفنها ليلًا لضمان عدم مشاركة من ظلمَها في جِنازتها. بالإضافة إلى ذلك، وفقا لعديدٍ من المصادر مثل محمد بن إسماعيل البخاري ومسلم بن الحجاج عندما ماتت فاطمة دفنها زوجها علي بن أبي طالب ليلًا، ولم يُؤذن بها أبا بكر وصلّى عليها.
ويُشير علماء الشيعة مثل الحر العاملي وابن قولويه القمي وعباس القمي وسيد بن طاووس إلى حديث من النبي محمد والذي جاء في كتاب «فرائد السمطین» للعالم صدر الدين الجويني، حول إخبار الله للنبيَّ محمّد ليلةَ المعراج بما يُفعل بابنته فاطمة، قائلًا: «وأما ابنتك فتظلم وتحرم ويؤخذ حقها غصبًا الذي تجعله لها وتضرب وهي حامل ويدخل عليها حريمها بغير إذن يدخل منزلها ثم يمسّها هوان وذلّ، ثم لا تجد مانعا وتطرح ما في بطنها من الضرب وتموت من ذلك الضرب.»
كما يعتقد كثير من العلماء الشيعة المعروفين مثل ابن بابويه والشيخ الطوسي والحلي وابن طاووس ومكارم الشيرازي والمجلسي أنّها توفّيت بالفعل نتيجة الإصابات التي لحقت بها في الهجوم.

### لا يتفقون مع تفاصيل الحدث
قد شكّك محمد حسين فضل الله في تفاصيل الأحداث حول حادثة الباب وحرق بيت الزهراء. فأجاب مكتبه عن سؤال: «هل صحيح ماسمعناه من أن السيد فضل الله ينكر حادثة الباب وحرق بيت الزهراء عليها السلام؟» هکذا: «إن السيد لا ينكر مظلومية السيدة الزهراء أما تفاصيل الأحداث فهي خاضعة للثبوت السندي مع دراسة الحادثة بحسب ظروفها وقرائنها.» وعند الإجابة عن سؤال آخر حول انكاره كسر ضلع الزهراء، أجاب المكتب: «إنّ سماحة سيدنا يؤكّد ظلامة الزهراء من قبل الخليفتين أبي بكر وعمر، لجهة محاصرة بيتها والتهديد بإحراقه ومنع الإمام علي من حقه في الخلافة، غير أنّ المصادر التاريخية لا تساعد على الجزم بحدوث سائر ما يروى في هذه الحادثة من إسقاط الجنين وكسر الضلع.» وذكر عباس الزبيدي المياحي في كتابه «السفير الخامس» حول حياة ومرجعية الإمام الصدر في باب «الأمام الصدر مع فضل الله»، مناقشة محمد الصدر بعض وجهات النظر التي نقلت عن فضل الله واصفًا كتابه «يحتوي على كثير من الفتاوى المخالفة للمشهور» ويقول: «أنّ هناك من الأفكار مهما كانت قيمتها الدليليّة... فليس من المصلحة أن نقوم بإطفائه بمعنى شجب وتكذيب هذه الأفكار، بل ينبغي أن نسكت عنها حفظاً للمصلحة العامة ما لم يكن لدينا البديل الصالح لها ولن يكون؟! مثل حرق باب الدار للزهراء... أني دافعت عن صلاحية تلك الأفكار علينا.» وممن أنكرها أيضاً من الكتّاب والباحثين أحمد القبانجي الذي ربط بين قصة الحادثة والفرس.

## رأي أهل السنة
وفقا لبعض الكتب الحديث وكتب التاريخ أهل السنة والجماعة التي كتبت في ذلك الوقت، لم تقع هذه الحادثة مثلما يؤمن بها الشيعة. فالأحاديث الصحيحة سنداً تذكر أنّ عليًّا بن أبي طالب قد أعطى عن طيب خاطر البيعة لأبي بكر الصديق على الرغم من الحفاظ على مسافة منه من احترام لزوجته فاطمة، بسبب منازعة أبي بكر مع فاطمة على ميراثها. وعندما توفّيت فاطمة بعد 6 أشهر من وفاة النبي، ذهب علي إلى أبي بكر لإعادة إقامة علاقات أوثق مما كانت.
- فعند أحمد بن حنبل إنّ فاطمة والعباس أتيا أبا بكر يطالبان ميراثهما من رسول الله وهما حينئذ يطلبان أرضه من فدك وسهمه من خيبر. فقال لهم أبو بكر: «إني سمعت رسول الله يقول لا نورث ما تركنا صدقة إنما يأكل آل محمد في هذا المال وإني والله لا أدع أمرًا رأيت رسول الله يصنعه فيه إلا صنعته.[43]» فقالت فاطمة: «واللّه لا أكلّمُك.[44]» فهجرَته فاطمة فلم تكلّمه حتى توفّيت.[29]
- ووفقًا للبلاذري، بعث أبو بكر عمرَ بن الخطّاب إلى عليّ حين قعد عن بيعته وقال: ائتني به بأعنف العنف. فلمّا أتاه، جرى بينهما كلام. فقال عليّ: «وما ننفس على أبي بكر هذا الأمر ولكنّا أنكرنا ترككم مشاورتنا، وقلنا: إنّ لنا حقا لا يجهلونه.» ثمّ أتاه فبايعه.[45] وفي حديث آخر «لم يبايع عليّ أبا بكر حتّى ماتت فاطمة بعد ستّة أشهر.[46]»
- ويضيف المؤرخ ابن كثير أن عليًا أعطى بيعته في أول يوم أو في اليوم الثاني من وفاة محمد، فإن علي بن أبي طالب لم يفارق أبي بكر ولم ينقطع في صلاة من الصلوات.[47]
- وفي البخاري عن الحديث التي روته عائشة بنت أبي بكر: «أنَّ فاطِمَةَ عليها السَّلامُ، بنْتَ النبيِّ صَلَّى اللهُ عليه وسلَّمَ أرْسَلَتْ إلى أبِي بَكْرٍ تَسْأَلُهُ مِيراثَها مِن رَسولِ اللَّهِ صَلَّى اللهُ عليه وسلَّمَ ممَّا أفاءَ اللَّهُ عليه بالمَدِينَةِ، وفَدَكٍ وما بَقِيَ مِن خُمُسِ خَيْبَرَ فقالَ أبو بَكْرٍ: إنَّ رَسولَ اللَّهِ صَلَّى اللهُ عليه وسلَّمَ قالَ: لا نُورَثُ، ما تَرَكْنا صَدَقَةٌ، إنَّما يَأْكُلُ آلُ مُحَمَّدٍ - صَلَّى اللهُ عليه وسلَّمَ - في هذا المالِ، وإنِّي واللَّهِ لا أُغَيِّرُ شيئًا مِن صَدَقَةِ رَسولِ اللَّهِ صَلَّى اللهُ عليه وسلَّمَ عن حالِها الَّتي كانَ عليها في عَهْدِ رَسولِ اللَّهِ صَلَّى اللهُ عليه وسلَّمَ، ولَأَعْمَلَنَّ فيها بما عَمِلَ به رَسولُ اللَّهِ صَلَّى اللهُ عليه وسلَّمَ. فأبَى أبو بَكْرٍ أنْ يَدْفَعَ إلى فاطِمَةَ مِنْها شيئًا، فَوَجَدَتْ فاطِمَةُ علَى أبِي بَكْرٍ في ذلكَ، فَهَجَرَتْهُ فَلَمْ تُكَلِّمْهُ حتَّى تُوُفِّيَتْ، وعاشَتْ بَعْدَ النبيِّ صَلَّى اللهُ عليه وسلَّمَ سِتَّةَ أشْهُرٍ، فَلَمَّا تُوُفِّيَتْ دَفَنَها زَوْجُها عَلِيٌّ لَيْلًا، ولَمْ يُؤْذِنْ بها أبا بَكْرٍ وصَلَّى عليها، وكانَ لِعَلِيٍّ مِنَ النَّاسِ وجْهٌ حَياةَ فاطِمَةَ، فَلَمَّا تُوُفِّيَتِ اسْتَنْكَرَ عَلِيٌّ وُجُوهَ النَّاسِ، فالْتَمَسَ مُصالَحَةَ أبِي بَكْرٍ ومُبايَعَتَهُ، ولَمْ يَكُنْ يُبايِعُ تِلكَ الأشْهُرَ، فأرْسَلَ إلى أبِي بَكْرٍ: أنِ ائْتِنا ولا يَأْتِنا أحَدٌ معكَ، كَراهيةً لِمَحْضَرِ عُمَرَ، فقالَ عُمَرُ: لا واللَّهِ لا تَدْخُلُ عليهم وحْدَكَ، فقالَ أبو بَكْرٍ: وما عَسَيْتَهُمْ أنْ يَفْعَلُوا بي، واللَّهِ لآتِيَنَّهُمْ، فَدَخَلَ عليهم أبو بَكْرٍ، فَتَشَهَّدَ عَلِيٌّ، فقالَ: إنَّا قدْ عَرَفْنا فَضْلَكَ وما أعْطاكَ اللَّهُ، ولَمْ نَنْفَسْ عَلَيْكَ خَيْرًا ساقَهُ اللَّهُ إلَيْكَ، ولَكِنَّكَ اسْتَبْدَدْتَ عليْنا بالأمْرِ، وكُنَّا نَرَى لِقَرابَتِنا مِن رَسولِ اللَّهِ صَلَّى اللهُ عليه وسلَّمَ نَصِيبًا، حتَّى فاضَتْ عَيْنا أبِي بَكْرٍ، فَلَمَّا تَكَلَّمَ أبو بَكْرٍ قالَ: والذي نَفْسِي بيَدِهِ لَقَرابَةُ رَسولِ اللَّهِ صَلَّى اللهُ عليه وسلَّمَ أحَبُّ إلَيَّ أنْ أصِلَ مِن قَرابَتِي، وأَمَّا الذي شَجَرَ بَيْنِي وبيْنَكُمْ مِن هذِه الأمْوالِ، فَلَمْ آلُ فيها عَنِ الخَيْرِ، ولَمْ أتْرُكْ أمْرًا رَأَيْتُ رَسولَ اللَّهِ صَلَّى اللهُ عليه وسلَّمَ يَصْنَعُهُ فيها إلَّا صَنَعْتُهُ، فقالَ عَلِيٌّ لأبِي بَكْرٍ: مَوْعِدُكَ العَشِيَّةَ لِلْبَيْعَةِ، فَلَمَّا صَلَّى أبو بَكْرٍ الظُّهْرَ رَقِيَ علَى المِنْبَرِ، فَتَشَهَّدَ، وذَكَرَ شَأْنَ عَلِيٍّ وتَخَلُّفَهُ عَنِ البَيْعَةِ، وعُذْرَهُ بالَّذِي اعْتَذَرَ إلَيْهِ، ثُمَّ اسْتَغْفَرَ وتَشَهَّدَ عَلِيٌّ، فَعَظَّمَ حَقَّ أبِي بَكْرٍ، وحَدَّثَ: أنَّه لَمْ يَحْمِلْهُ علَى الذي صَنَعَ نَفاسَةً علَى أبِي بَكْرٍ، ولا إنْكارًا لِلَّذِي فَضَّلَهُ اللَّهُ به، ولَكِنَّا نَرَى لنا في هذا الأمْرِ نَصِيبًا، فاسْتَبَدَّ عَلَيْنا، فَوَجَدْنا في أنْفُسِنا، فَسُرَّ بذلكَ المُسْلِمُونَ، وقالوا: أصَبْتَ، وكانَ المُسْلِمُونَ إلى عَلِيٍّ قَرِيبًا، حِينَ راجَعَ الأمْرَ المَعْرُوفَ.» [48][49][50]

بعض المصادر السنية أوردت روايات ضعيفة الإسناد مثل كنز العمال للمتقي الهندي، وأنساب الأشراف للبلاذري وتاريخ أبي الفداء والعقد الفريد لابن عبد ربه الإندلسي والإمامة والسياسة المنسوب لابن قتيبة الدينوري تسجّل هذا الحادث: 
 ولكن أسانيد الرواية في كتب السنة ضعيفة وواهية، فهي ضعيفة المتن والسند.
يرد أهل السنة والجماعة على تلك الإداعاءات بعدة نقاط:
- ضعف المتن والسياق
  - إنه من غير المروءة أن يتعرض مجموعة رجال (وهم الصحابة) لامرأة واحدة، فكيف بأن تكون هي بنت النبي محمد.
  - تدعي الروايات الشيعية أن علي بن أبي طالب وأنصاره تجمعوا في بيت فاطمة، فلم لم يدافع هو أو أنصاره عنها. وإن صح أنه كان عاجزاً فهذا يعني أنه ليس جديراً بالخلافة إذا كان لا يستطيع الدفاع عن نفسه أو أهل بيته.
  - طبيعة العلاقة الحسنة بين أبو بكر الصديق عمر بن الخطاب وعلي بن أبي طالب من عدة أوجه:
    - فقد وصلت إلى أن تزوج عمر بابنة علي وفاطمة (أم كلثوم بنت علي).
    - كذلك سمى علي بن أبي طالب اثنين من أبناءه عليهم؛ فأُنْجِبَ له عمر بن علي بن أبي طالب من أم حبيبة بنت ربيعة التغلبية، وأبو بكر بن علي بن أبي طالب من ليلى بنت مسعود بن خالد التميمية.
    - امتدت تلك العلاقة إلى أن شهد بها علياً بنفسه، ففي الحديث الذي رُوِيَ في صحيح البخاري والترمذي في السنن والطبراني في المعجم الأوسط، عن محمد بن الحنفية (وهو محمد بن علي بن أبي طالب) قال: «قلت لأبي: "أي الناس خير بعد رسول الله صلى الله عليه وسلم؟" قال: "أبو بكر". قلت: "ثم من؟" قال: "ثم عمر". وخشيت أن يقول عثمان، قلت: "ثم أنت؟" قال: "ما أنا إلا رجل من المسلمين".[53][54][55]»

  - رفض بعض علماء الشيعة لحادثة كسر الضلع مثل محمد حسين كاشف الغطاء.[56]
- ضعف السند[57]
  - لم ترد أي من تلك الأحاديث في كتب السنة الصحاح. كذلك ورود القصة في بعض كتب السنة لا يعني الجزم بصحتها، بل يلزم من ذلك ثبات صحتها عن الطريق السند.
  - في رواية الطبراني ورد (علوان بن داود البجلي)؛ ومعروف أنه ضعيف.[58]
  - في رواية الطبري؛ كان الإسناد معضلاً.[59]
  - في رواية البلاذري ورد (مسلمة بن محارب عن سليمان التيمي)؛ ومعروف أنهما لم يشهدا الحادثة حيث توفي سليمان التيمي في سنة 143 هـ، بينما (أبو الحسن المدائني) فهو ليس بالقوي في الحديث. كذلك في الإسناد إنقطاع.[60]
  - في رواية ابن عبد ربه في العقد الفريد؛ فمن المعروف أن الكتاب هو كتاب أدبي في غالبة ومحذوف الأسانيد وغير معتمد. ثم إنه في ابن عبد ربه كلام؛ فهذا سيد بن طاووس من أئمة الإثني عشرية قال عنه أنه (رجل معتزلي من أعيان المخالفين).[61] بينما عند أهل السنة أن ابن عبد ربه قد كذب على العديد من الصحابة في كتابه، فأورد العديد من الروايات المكذوبة وغير المسندة.[62]

## رأي بعض المعتزلة
أكد الحادثة وصححها واعتبرها إبراهيم بن سيار بن هانئ البصري أستاذ الجاحظ وهو من المعتزلة.

## روایة مشابهه في موروث الفارسی
إن كثير من موروث الشيعي مدسوس فيه من المجوسية، والنصرانية واليهودية وهو ما صرّح به أية الله الحيدري عالم الدين الشيعي في مقابلة التلفزيونية في وقت لاحق، [وفقًا لِمَن؟] وهذا أيضًا ما أشار إليه العالم الشيعي قبانجي بأن هذه الرواية «مرتبطة بالفرس فيروي المورخ الإغريقي هرودوث قصة مقتل روکسانا ابنة اعظم ملوك الفرس كوروش الأخميني التي كانت متزوجة من أخيها كمبوجية». ورواية مقتلها مشابه جداً بما تنقلها المصادر الشيعية في مقتل فاطمة الزهراء، فيقول هرودوث :